# Găneasa (okręg Aluta)
Găneasa – wieś w Rumunii, w okręgu Aluta, w gminie Găneasa. W 2011 roku liczyła 1452 mieszkańców.